# Sebastián de la Cuadra y Llarena
Sebastián de la Cuadra (Quadra) y Llarena (Musques, Vizcaya, 19 de enero de 1687-Madrid, 23 de abril de 1766), i marqués de Villarías, fue un político español del siglo xviii, ministro del rey Felipe V. Es también conocido por ser cofundador de la Real Academia de Bellas Artes de San Fernando en 1744.

## Biografía
Fue el tercer hijo de Simón de la Quadra y Medrano. Entró al servicio de la Corona a principios del siglo xviii, primero como paje del entonces ministro José de Grimaldo y, en 1703, a la edad de deciséis años, empezó a asumir tareas administrativas.
Como la mayoría de los funcionarios de la antigua Secretaría de Estado y del Despacho de Guerra y Hacienda, De la Cuadra siguió a Grimaldo a la Secretaría de Estado y del Despacho de Estado, creada en 1714, ascendiendo a oficial segundo en 1719 y oficial primero en 1723, año en el que fue nombrado secretario del rey.
Tras la muerte de José Patiño Rosales y con la reina Isabel Farnesio como principal valedora, en noviembre de 1736 fue nombrado secretario de Estado y del Despacho de Estado, cargo que desempeñó durante una década. Al mismo tiempo, ocupó interinamente las carteras de Guerra (hasta 1739) y Gracia y Justicia (1741-1747). Durante este tiempo se ganó la enemistad de relevantes figuras políticas como el duque de Huéscar, José de Carvajal y Lancaster o el marqués de la Ensenada —apoyados por la princesa Bárbara de Braganza— que llegó al Gobierno en 1743 y asumió el protagonismo político. Aunque no pudieron derribarlo fácilmente, la muerte de Felipe V les permitió alcanzar su objetivo a finales de 1746.
Así, en diciembre de 1746 fue reemplazado por Carvajal al frente de la cartera de Estado y, aunque compensado temporalmente con la ratificación —como propietario— el 3 de enero de 1747 como secretario de Justicia, a los pocos meses le fue ofrecida la jubilación.
Sea como fuere, como reconocimiento a sus servicios el rey Felipe V le concedió el título de marqués de Villarías en 1739. Desde su privilegiada posición favoreció los intereses familiares, llevando su postura a enfrentar a las Encartaciones con el Señorío de Vizcaya por el control sobre el transporte y la venta de hierro.

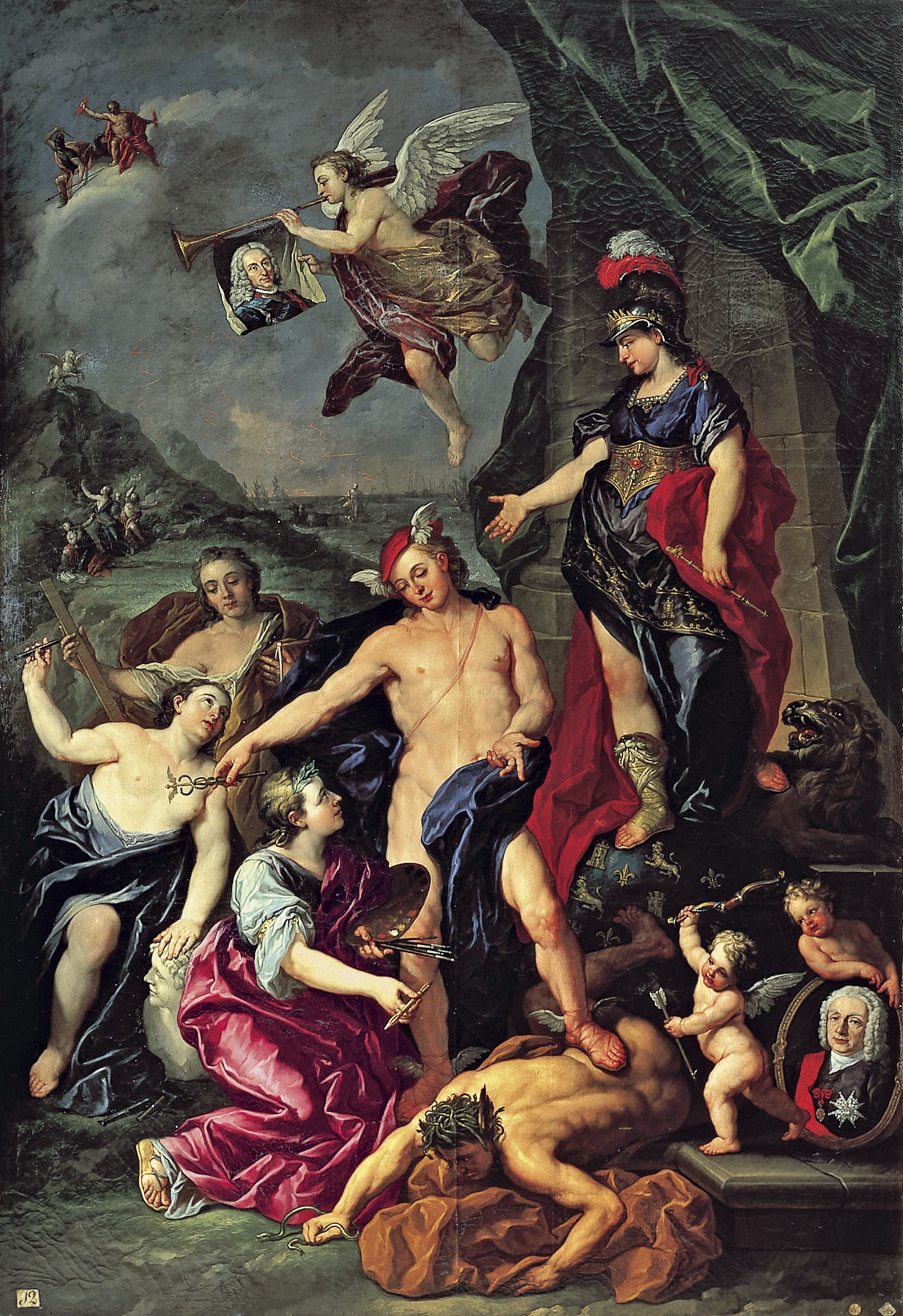
Alegoría de la fundación de la Real Academia de Bellas Artes de San Fernando. En la esquina inferior derecha, un genio sostiene el retrato del marqués de Villarías, en reconocimiento a su labor.

De la Cuadra murió sin descendencia el 23 de abril de 1766. Tal y como había testado, su hermano Agustín heredó el patrimonio y títulos.

### Reales Academias
Hombre culto y conocedor de idiomas como el francés o el italiano, desde el principio de su mandato como secretario del Despacho de Estado impulsó las reales academias. Así, en 1738 ayudó a Agustín de Montiano y Luyando a obtener la autorización y protección regia para la constitución de la Real Academia de la Historia.
Sin embargo, es mayormente conocido por su impulso decidido a la Real Academia de Bellas Artes de San Fernando. El marqués recuperó una antigua idea de 1726 de establecer una academia para este fin y, ayudado por Juan Domingo Olivieri, acabaron por convencer al monarca, que dio su autorización a mediados de 1744. De esta forma, se constituyó una «Junta Preparatoria» de la que ambos formaron parte y que culminaría años después con la definitiva puesta en marcha de la institución de la mano del rey Fernando VI.